# Gerolamo Lodron

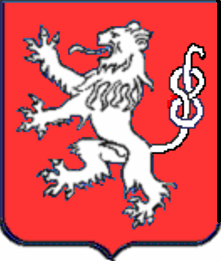
Stemma dei Lodron

Il conte Gerolamo Lodron "Barbarubra" (... – 1658) è stato un condottiero italiano.

## Biografia
Nacque da Gerolamo Giovanni “Barbarossa” (1526-1579) e da Elena Fontanabona (1543-1607), reggente della Contea di Lodrone, nonché "Signore del castello di San Giovanni di Bondone e della Valvestino". 
Si sposò con Caterina di Prospero d'Arco (morta nel 1621). Nel 1605 entrò in lite con la comunità di Bagolino per certi diritti vantati sulla Piana d'Oneda.
Nel 1611 con la morte di Sigismondo Paride di Salò ereditò la proprietà del castello di San Giovanni e la reggenza della Contea di Lodrone.
Il 13 ottobre del 1616 i soldati di Magasa e Valvestino comandati per la difesa del castello di San Giovanni a Bondone giuravano solennemente di essere fedeli alla sacra maestà cesarea della casa d'Austria, specialmente all'arciduca Massimiliano III d'Austria e al conte Gerolamo Lodron “Barbarubra”, “come il più vecchio dei possessori signori del Contado. Questi soldati sono obbligati et tenuti dispensar il sangue et la vita in ogni occorrenza ovunque siano comandati dal signor Conte, onorati, fedeli et valorosi” .
Nel 1620 fu ambasciatore di Ferdinando II d'Asburgo a Genova. L'8 marzo del 1639 l'imperatore Ferdinando III gli concesse il feudo di Bagolino col “mero e misto impero”.
È a non confondere con Gerolamo Felice Lodron di Concesio, figlio di Gerolamo Lodron (†1579/1580) ed Elena Fontanabona.